# ماريو لوميو
ماريو ليميو (وُلد في 5 أكتوبر 1965) هو لاعب هوكي جليد كندي محترف سابق. لعب في أجزاء من 17 موسمًا في دوري الهوكي الوطني لصالح فريق بيتسبرغ بنغوينز بين عامي 1984 و2005، وتولى ملكية النادي في عام 1999. لُقِّب بـ “الرائع”، “لو مانيفيك”، و”سوبر ماريو” حيث جعلته مجموعة من حجمه وقوته ورياضيته وإبداعه أحد أعظم اللاعبين في تاريخ اللعبة.

## مسيرتة
اختير ماريو ليميو في المركز الأول من قِبل فريق بيتسبرغ بنغوينز في مسودة دخول دوري الهوكي الوطني لعام 1984. قاد ليميو بيتسبرغ إلى بطولتين متتاليتين لكأس ستانلي في عامي 1991 و1992. تحت ملكيته، فاز الفريق بألقاب إضافية في 2009، 2016، و2017. وهو الشخص الوحيد الذي وضع اسمه على الكأس كلاعب ومالك. قاد فريق كندا إلى الميدالية الذهبية الأولمبية عام 2002، والفوز بكأس العالم للهوكي عام 2004، وكأس كندا عام 1987. حصل ليميو على جائزة ليستر بي بيرسون كأفضل لاعب بتصويت اللاعبين أربع مرات، وجائزة هارت كأفضل لاعب في الموسم العادي ثلاث مرات، وجائزة آرت روس كأفضل مسجل للنقاط في الدوري ست مرات، وجائزة كون سميث كأفضل لاعب في الأدوار الإقصائية عامي 1991 و1992.يُعد ليميو اللاعب الوحيد الذي سجل هدفًا في كل من الأوضاع الخمسة الممكنة في مباراة واحدة في دوري دوري الهوكي الوطني، وحقق ذلك في عام 1988. عند اعتزاله، كان سابع أعلى مسجل للنقاط في تاريخ دوري الهوكي الوطني برصيد 690 هدفًا و1033 تمريرة حاسمة.يحتل المرتبة الثانية في تاريخ دوري الهوكي الوطني بمتوسط أهداف لكل مباراة (0.754)، خلف مايك بوسي (0.762). كما يحتل المرتبة الثانية في تاريخ دوري الهوكي الوطني بمتوسط تمريرات حاسمة لكل مباراة (1.129) ومتوسط نقاط لكل مباراة (1.883)، خلف واين غريتزكي (1.320 و1.921 على التوالي). لم يتمكن ليميو من اللعب في موسم كامل طوال مسيرته، إذ لعب في 70 مباراة أو أكثر خلال الموسم في ست مناسبات فقط، أربع منها قبل بلوغه سن 25. تعرضت مسيرته للعديد من المشاكل الصحية التي قللت مشاركاته إلى 915 مباراة من أصل 1430 مباراة ممكنة في الموسم العادي بين انطلاق موسم 1984-1985 وآخر مباراة له في موسم 2005-2006. بدأت مسيرته في دوري الهوكي الوطني في 11 أكتوبر 1984، وكانت آخر مباراة له في 16 ديسمبر 2005. تضمنت مشاكله الصحية فتقًا في أقراص العمود الفقري، وسرطان الغدد الليمفاوية من نوع هودجكين، والتهاب الأوتار المزمن في عضلة الفخذ، وآلامًا مزمنة في الظهر لدرجة أن الآخرين كانوا يربطون له حذاءه. اعتزل ليميو مرتين بسبب هذه المشاكل الصحية، الأولى في عام 1997 بعد محاربة السرطان، قبل أن يعود في عام 2000، ثم للمرة الثانية والأخيرة في عام 2006 بعد تشخيصه باضطراب الرجفان الأذيني. كما غاب عن موسم 1994-1995 بأكمله بسبب سرطان الغدد الليمفاوية. رغم غيابه الطويل، حافظ على مستواه العالي عند عودته إلى الجليد؛ حيث فاز بجائزة هارت وجائزة أفضل مسجل في موسم 1995-1996 بعد غيابه عن الموسم السابق بالكامل.في عام 1999، اشترى ليميو فريق بيتسبرغ بنغوينز الذي كان مفلسًا آنذاك، إلى جانب فريقه الفرعي في دوري الهوكي الأمريكي، ويلكس بار سكرانتون بنغوينز. ظل المالك الرئيسي للفريق حتى باع الحصة المسيطرة لشركة فينواي سبورتس جروب في عام 2021. رغم ذلك، لا يزال ليميو يمتلك جزءًا من الفريق ويشغل منصب رئيس مجلس الإدارة.أُدرج ليميو في قاعة مشاهير الهوكي فور اعتزاله الأول في عام 1997، حيث تم تجاوز فترة الانتظار التقليدية التي تبلغ ثلاث سنوات. عند عودته في عام 2000، أصبح ثالث لاعب في قاعة المشاهير (بعد غوردي هاو وغاي لافلور) يلعب بعد إدراجه في القاعة. كان ليميو مؤثرًا بشكل كبير في دوري الهوكي الوطني، حيث وصفه أندرو كونتي من صحيفة “بيتسبرغ تريبيون-ريفيو” بأنه “منقذ فريق بيتسبرغ بنغوينز”. وبعد اعتزاله، قال واين غريتزكي: “لا يمكنك تعويض لاعبين مثل ماريو ليميو… اللعبة ستفتقده”. قال بوبي أور إنه “أكثر لاعب موهوب رأيته على الإطلاق”. أشار أور، بجانب برايان تروتييه وعديد من المعجبين، إلى أن إنجازات ليميو كانت ستكون أكبر بكثير لولا معاناته من المشاكل الصحية. في عام 2017، تم اختياره كواحد من “أفضل 100 لاعب في تاريخ دوري الهوكي الوطني”. أُدرج في ممشى المشاهير في كندا عام 2004، وفي قاعة مشاهير الاتحاد الدولي لهوكي الجليد عام 2008.

## كتابات أخرى
- Stewart، Mark (2002). Mario Lemieux: own the ice. Millbrook Press. ISBN:0-7613-2555-7. مؤرشف من الأصل في 2020-01-26{{استشهاد بكتاب}}:  صيانة الاستشهاد: postscript (link)
- O'Shei، Tim (2002). Mario Lemieux. Chelsea House Publishers. ISBN:0-7910-6307-0. مؤرشف من الأصل في 2020-02-13{{استشهاد بكتاب}}:  صيانة الاستشهاد: postscript (link)

## وصلات خارجية
- ماريو لوميو على موقع دوري الهوكي الوطني (الإنجليزية)
- ماريو لوميو على موقع EliteProspects.com (الإنجليزية)
- ماريو لوميو على موقع Eurohockey.com (الإنجليزية)
- ماريو لوميو على موقع HockeyDB.com (الإنجليزية)
- ماريو لوميو على موقع Hockey-Reference.com (الإنجليزية)
- ماريو لوميو على موقع اللجنة الأولمبية الدولية (الإنجليزية)
- ماريو لوميو على موقع أوليمبيديا (الإنجليزية)
- ماريو لوميو على موقع اللجنة الأولمبية الكندية (الإنجليزية)
- ماريو لوميو على موقع قاعة كندا للمشاهير الرياضية (الإنجليزية)
- ماريو لوميو على موقع قاعة كيبيك للمشاهير الرياضية (الفرنسية)

- Career Stats
- Pittsburgh Penguins profile
- The Mario Lemieux Foundation
- Athletes for Hope
- The Children's Home of Pittsburgh & Lemieux Family Center
- CBC Digital Archives – Becoming magnificent Interview with a young Mario Lemieux